# 達里恩森特 (紐約州)
達里恩森特（英語：Darien Center）是位於美國紐約州傑納西縣的非建制地區。

## 歷史
達里恩森特的郵局自1832年營運至今。

## 地理
達里恩森特所處的海拔為高於海平面310米（即1017英呎），而該地所採用的時區為UTC-5，即北美东部时区（EST）。同時該地設有夏令時間，為UTC-5調快一小時，即UTC-4（EDT）。